# Baboucarr Gaye (Journalist)
Baboucarr Gaye (* 1951 in Kau-ur; † 30. Oktober 2007 in Bakau-Fajara) war ein gambischer Journalist und Hörfunkmoderator. Er war Mitbegründer und Herausgeber der gambischen Tageszeitungen The Point, New Citizen sowie des Radiosenders Citizen FM.

## Leben
Baboucarr Gaye, Sohn eines Alkalo, wuchs in Kau-ur (Central River Region) auf. Zur weiteren Schulausbildung ging er nach Bathurst (der frühere Name der Hauptstadt Banjul) auf die Methodisten Boys High School (später Gambia High School). In Nigeria studierte er Massenkommunikation an der University of Lagos und absolvierte ein Praktikum bei der BBC African Service. Gaye arbeitete ab den frühen 1970er-Jahren lange Zeit bei Radio Gambia und machte dort seine Karriere. In dieser Zeit war er außerdem noch für die BBC tätig.
1983 machte Gaye sich selbstständig und gab zusammen mit Deyda Hydara und Pap Saine die Wochenzeitung The Senegambia Sun heraus, die von der senegalesischen Tageszeitung Le Soleil gefördert wurde. Nach finanziellen Problemen von Le Soleil wurde die Arbeit 1985 beendet.
Ende 1991 gründete Gaye mit Saine zusammen die Zeitung The Point; Hydara stieß später wieder dazu. Gaye verließ das Redaktionsteam im April 1992 und gründete die Monatszeitung Newsmonth. Anschließend gründete er 1995 seine eigene Zeitung, die New Citizen, und 1996 den Hörfunksender Citizen FM, den er zu einem der populärsten Sender des Landes machte. Die Zeitung und den Sender betrieb er bis 1997, als die Behörden beide schließen ließen. Eine Berufung beim Oberen Gericht wurde bis zum Oktober 2000 verschleppt. Anschließend konnten beide wieder ihren Betrieb aufnehmen, bis sie 2001 erneut geschlossen wurden.
Baboucarr Gaye starb 56-jährig nach einem Herzinfarkt im Medical Research Council, der gambischen Forschungsklinik des britischen Institutes MRC.